# Alex Kershaw
Alex Kershaw – brytyjski pisarz, autor popularnych książek historycznych, w tym dwóch bestsellerów z list "New York Timesa". Od 1994 roku mieszka w Stanach Zjednoczonych.

## Życiorys
Alex Kershaw urodził się w mieście York w Anglii. Studiował nauki polityczne, filozofię i ekonomię w University College na Oxfordzie. Przez dwa lata uczył historii w prywatnej szkole w South Croydon, by następnie podjąć pracę jako dziennikarz publikujący w kilku brytyjskich gazetach, w tym m.in. "Guardianie", "The Independent" i "The Sunday Times". Jego artykuły ukazywały się także w prasie międzynarodowej.
Karierę pisarską Kershaw rozpoczął w 1980 roku od książki The Few: The American "Knights of the Air" Who Risked Everything to Fight in the Battle of Britain. Największy sukces odniosły jednak jego publikacje z pierwszej dekady XXI wieku: The Longest Winter: The Battle of the Bulge and the Epic Story of World War II's Most Decorated Platoon oraz The Bedford Boys: One American Town's Ultimate D-day Sacrifice, dotyczące odpowiednio bitwy w Ardenach i inwazji na Normandię.
Kershaw pracował także w telewizji, jako scenarzysta i reżyser. Był autorem między innymi nagradzanego filmu dokumentalnego o Bobbym Kennedy.
Książki Kershawa były tłumaczone na kilkanaście języków, w tym język polski. Od 2008 roku polskim wydawcą tego autora jest Społeczny Instytut Wydawniczy Znak, a od 2011 roku należąca do tej grupy wydawniczej oficyna Znak Literanova. Wcześniej (w 2007 roku) jedną książkę Kershawa wydał także Twój Styl.

## Publikacje książkowe autora w języku angielskim
- The Envoy: The Epic Rescue of the Last Jews of Europe, Da Capo Press, 2010.
- Escape from the Deep: The Epic Story of a Legendary Submarine and Her Courageous Crew, Perseus Books, 2008.
- The Bedford Boys, Pocket Books, 2004.
- The Longest Winter. The Battle of the Bulge and the Epic Story of World War II's Most Decorated Platoon, Da Capo Press, 2004.
- Blood and Champagne: The Life and Times of Robert Capa, Thomas Dunne Books, 2003.
- Jack London: A Life, St. Martin's Griffin, 1999.
- The Few. The American "Knights of the Air" Who Risked Everything to Fight in the Battle of Britain, Da Capo Press, 1980.

## Publikacje książkowe autora tłumaczone na język polski
- Misja Wallenberga. Pojedynek z Eichmannem o życie 100000 Żydów, Znak Literanova, 2011.
- Pluton : bohaterowie w Ardenach, Znak Literanova, 2011.
- Ucieczka z głębin : historia legendarnego okrętu podwodnego i jego walecznej załogi, Społeczny Instytut Wydawniczy Znak, 2010.
- Tak niewielu : piloci, którzy sprzeciwili się ojczyźnie, by walczyć z Hitlerem, Społeczny Instytut Wydawniczy Znak, 2008.
- Jack London : życie bez wytchnienia, Wydawnictwo Książkowe Twój Styl, 2007.